# Birth of the Beatles
Birth of the Beatles é um filme biográfico de 1979, produzido pela Dick Clark empresa's (Dick Clark Productions) e dirigido por Richard Marquand. O filme foi lançado nos cinemas de todo o mundo, exceto nos Estados Unidos, onde foi exibido como um filme de TV no ABC. O filme foca no início da história dos Beatles. Foi lançado nove anos após o anúncio da separação dos próprios Beatles e é o único filme biográfico dos Beatles a ser produzido enquanto John Lennon ainda estava vivo. Pete Best, o baterista original dos Beatles, atuou como consultor técnico para a produção.

## Sinopse
O filme começa em 1961, quando os Silver Beatles (como eram chamados na época) consistiam em John Lennon, Paul McCartney, George Harrison e Stuart Sutcliffe. Eles precisam de um baterista e de um gerente e, embora Sutcliffe pudesse cantar, ele não conseguia tocar um instrumento. A única razão pela qual Stu estava na banda porque ele era amigo de John e nenhum dos outros queria tocar baixo. Eles fazem uma audição para um agente, onde conhecem Rory Storm and the Hurricanes, e se tornam bons amigos do baterista dos Hurricanes, Ringo Starr. O agente na audição diz que, se conseguirem um baterista permanente, podem ter um emprego na Escócia e depois um trabalho em Hamburgo, Alemanha.
O show na Escócia ocorre, mas não é visto na tela. A banda encontra um baterista de longa data, Pete Best, cuja mãe é proprietária do ponto de encontro dos adolescentes no Casbah Coffee Club. Eles começam a se preparar para a viagem a Hamburgo, que dura vários meses e encontram desaprovação da namorada de John, Cynthia Lennon e da tia de John, Mimi. Quando chegam em Hamburgo, descobrem que estão tocando no Indra Club, na Reeperbahn, o notório distrito sexual de Hamburgo. Eles tocam longas e cansativas horas (até 8 horas por noite, sete dias por semana), e têm que permanecer ativos tomando Preludin, uma droga de emagrecimento. Eles estão vivendo na parte de trás do Bambi Kino, um antigo cinema. Enquanto no Indra, eles tocam alto e descontroladamente, comendo, cuspindo e bebendo no palco, convidando as mulheres a dançar no palco com elas, etc. As coisas ficam tão altas que o clube acaba sendo desligado.
Os Beatles (como eles se renomearam) não começaram antes no maior clube Kaiserkeller, e se tornaram um grande sucesso entre o público alemão. Enquanto lá, eles se encontram com Ringo e Rory Storm, que também estão se apresentando lá, e Stu se apaixona pela fotógrafa alemã Astrid Kirchherr. Eles começam a ter um caso de amor. Mas, de repente, no meio de um show, a polícia alemã irrompeu no clube e prendeu George por trabalhar legalmente sem autorização. Enquanto procurava a papelada para soltar George, Paul e Pete soltaram uma vela que incendeia o Bambi Kino, e toda a banda é deportada.
Os pessimistas Beatles lutam em casa com suas famílias desaprovadoras, mas gradualmente sua reputação cresce; eles tocam shows que enchem as salas de concerto. Uma noite depois de uma apresentação, Stu é atacado por uma gangue do lado de fora e é espancado na cabeça. Seus amigos o resgatam, mas Stu se recusa a procurar atendimento médico.
Um mês depois, em 1962, os Beatles retornam a Hamburgo. Stu se reúne com Astrid e ela corta seu cabelo no famoso corte de cabelo moptop. Os outros cortam o cabelo da mesma maneira e o corte de cabelo dos Beatles nasce. Eles experimentam o mesmo nível de sucesso que durante a primeira viagem, mas Stu quer deixar o grupo e frequentar a escola de arte (ele é um talentoso pintor) e se casar com Astrid. Antes que ele possa realizar seus sonhos, no entanto, ele morre repentinamente de uma hemorragia cerebral. Os outros acham isso emocionalmente perturbador e pensam que, se ele tivesse visto um médico, as coisas teriam corrido bem.
De volta Grã-Bretanha, o proprietário da NEMS Records Store, Brian Epstein, é informado de que os Beatles estão causando bastante agitação em Liverpool, com suas apresentações no Cavern Club. Ele está impressionado com o que vê e pede para ser o gerente do grupo. Eles aceitam e os Beatles fazem um teste para a Decca Record Company, mas são rejeitados. Eles continuam procurando uma gravadora para aceitá-los, mas são recusados vez após vez. Eles estão começando a perder toda a esperança. Por volta dessa época, eles descobrem que Epstein é homossexual e que ele foi atacado por um menino de pelúcia em Liverpool por causa disso. No entanto, eles não têm preconceitos e aceitam. Além disso, os Beatles finalmente são aceitos pelo produtor musical George Martin, mas eles despejam Pete do grupo. Em seu lugar está Ringo, e o quarteto clássico está completo. No entanto, antes do primeiro show com Ringo, os fãs reagiram com raiva ao disparo de Pete, mas depois ficaram muito excitados depois de ouvir as habilidades de Ringo e ouvir "I Saw Her Standing There".
Após o sucesso, Cynthia revela a John que está grávida e os dois decidem se casar. Os Beatles lançam seu primeiro single, "Love Me Do" e em 1963 lançam seu primeiro single "No. 1 Hit Single", "Please Please Me". Eles se tornam o grupo mais famoso da Grã-Bretanha. Em 1964, eles estão indo para a América pela primeira vez depois de já terem obtido sucesso em toda a Europa. O filme termina quando o grupo chega à América e se apresenta no Ed Sullivan Show para uma multidão de fãs gritando, cantando "I Want to Hold Your Hand".

## Recepção
O filme recebeu avaliações modestas quando estreou na televisão americana e foi repetido em janeiro de 1981, como uma homenagem a John Lennon nas semanas após seu assassinato. Mais tarde, repetiu na CBS, no The CBS Late Movie, durante os anos 80.

## Elenco
- Stephen MacKenna como John Lennon
- Rod Culbertson como Paul McCartney
- John Altman como George Harrison
- Ray Ashcroft como Ringo Starr
- Ryan Michael como Pete Best
- David Nicholas Wilkinson como Stuart Sutcliffe
- Brian Jameson como Brian Epstein
- Wendy Morgan como Cynthia Lennon
- Gary Olsen como Rory Storm
- Linal Haft como agente
- Eileen Kennally como Mimi Smith
- Richard Marner como Bruno Koschmider
- Alyson Spiro como Astrid Kirchherr
- Nigel Havers como George Martin